# 汉堡环城路
环城路 (Wallring；德語發音：[ˈvalrɪŋ])是环绕汉堡内城的一组半圆形四车道道路，总长度3.3（2.1英里），其外侧的大部分是一连串公园。
汉堡环城路得名于汉堡旧城墙，与纽约华尔街类似。它开辟于十九世纪上半叶，夷平旧城墙之际。从十七世纪二十年代到十九世纪四十年代，旧城墙构成了城市的边缘。环城路的各段拥有不同的名称，大体以伦巴第桥为界，分为东西两部分。环城路西段面临公园，而东段集中交通设施与博物馆。

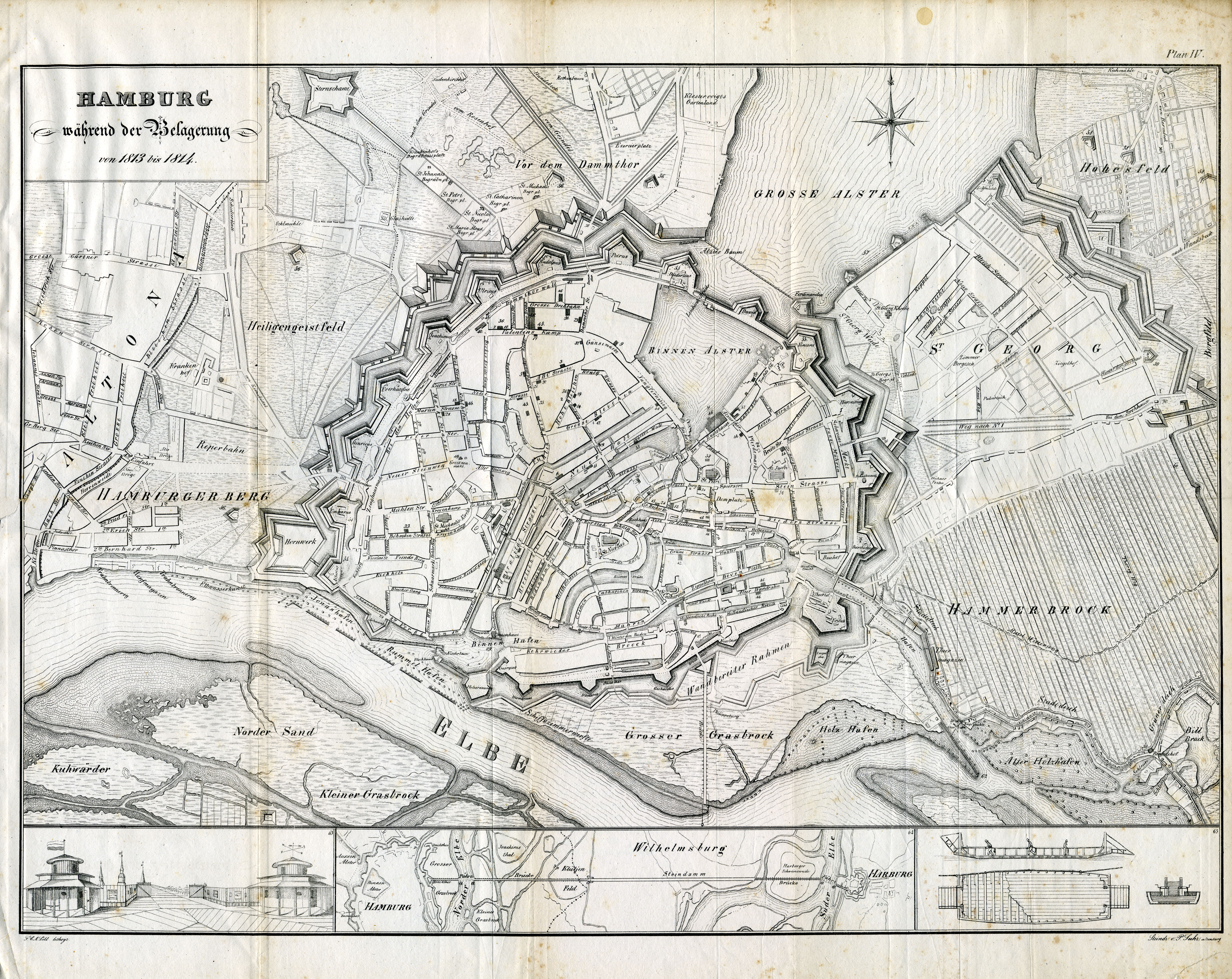
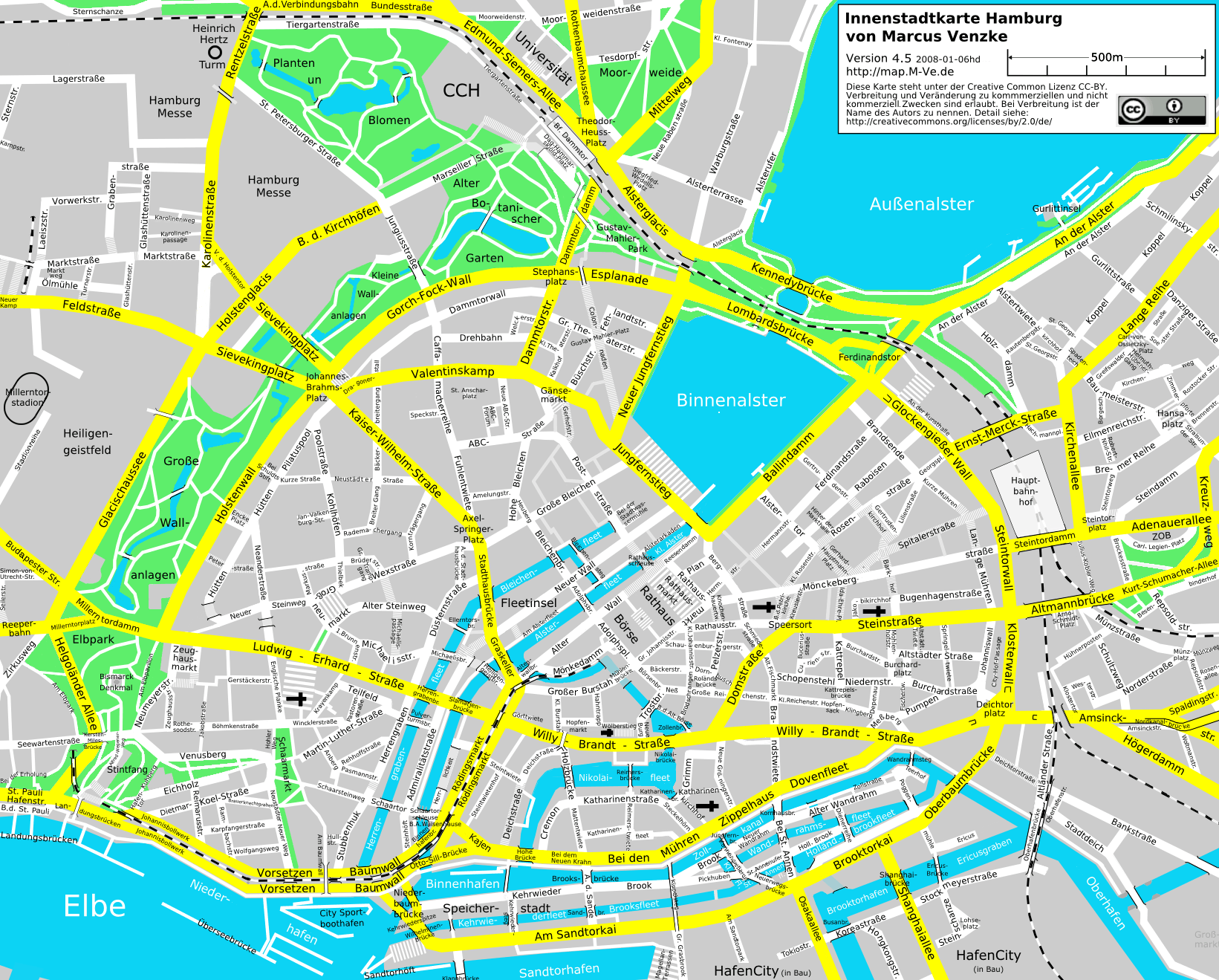
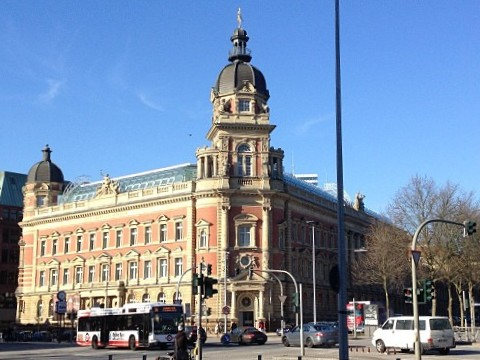
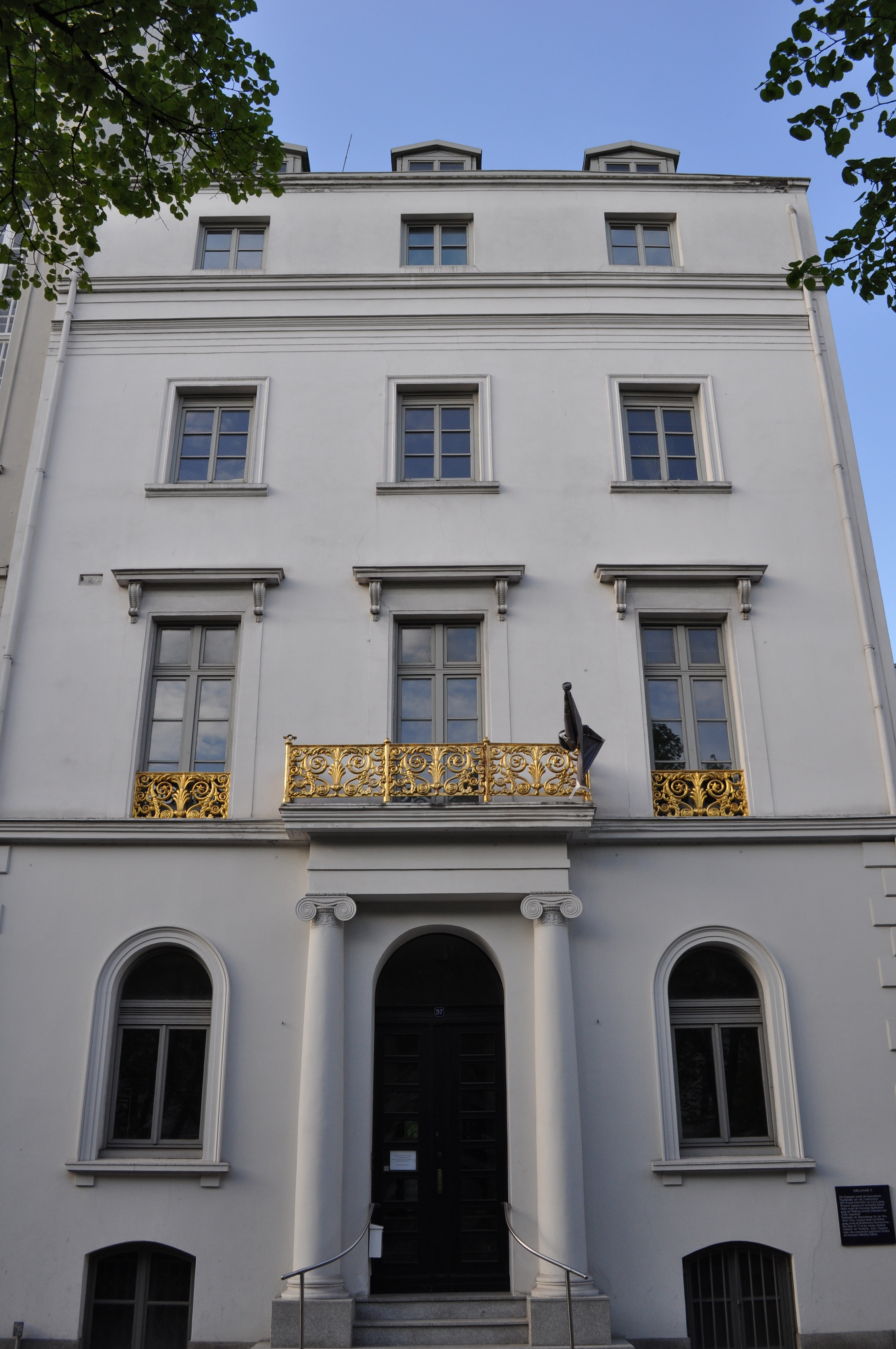
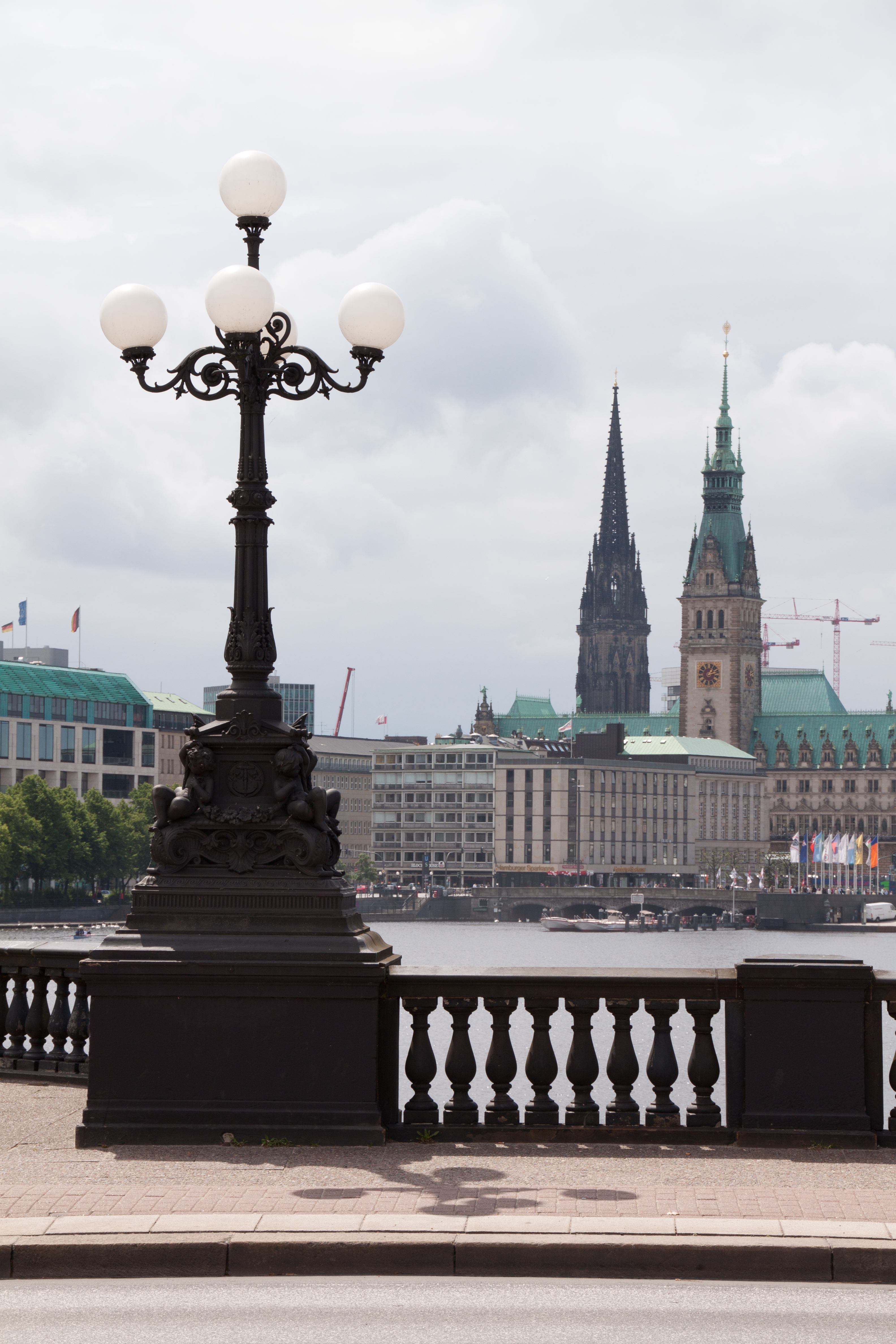
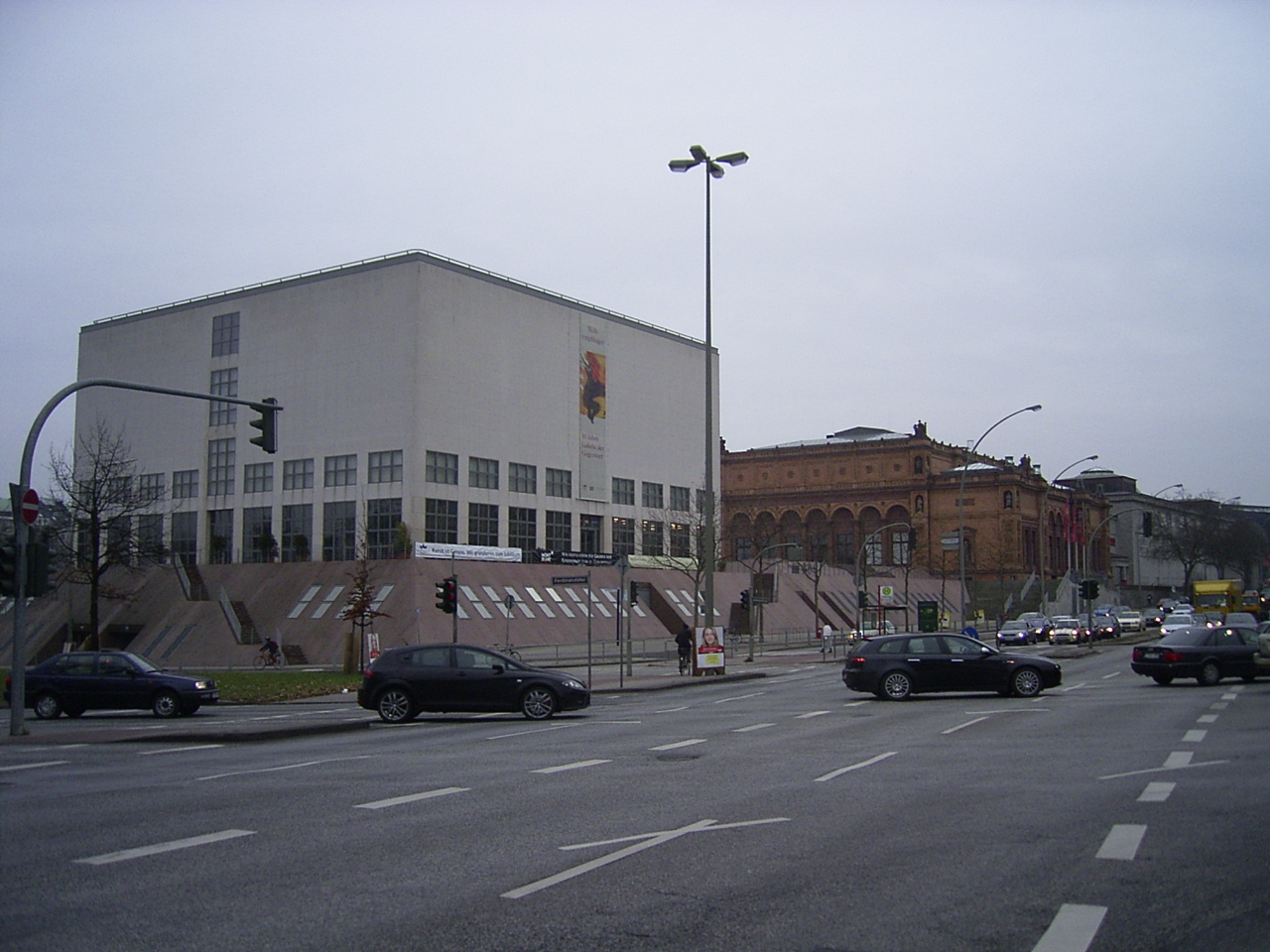